# Iiasつくば トーキングモール
iiasつくば トーキングモール（イーアスつくば トーキングモール）は、茨城放送（現在のLuckyFM茨城放送）で2008年11月2日から2009年6月28日まで放送していた公開放送ラジオ番組である。2009年4月5日よりiiasつくば トーキングモール･プラスへとリニューアルした。

## 放送時間
- 毎週日曜日12:00 - 13:00

## 出演者
- 斉藤リョーツ（メインパーソナリティ）
- 磯山さやか（準レギュラー。毎月第1日曜のみ出演）

### 過去
- 中嶋みさ（アシスタント。2008年11月2日 - 2009年3月29日分まで）

## 週替わりゲスト
プラスにリニューアル以降
- 第1日曜日 - いばらき大使｢磯山さやか｣DAY
- 第2日曜日 - お笑いゲストDAY
- 第3日曜日 - アイドルゲストDAY
- 第4日曜日 - ファッションゲストDAY

## 主なコーナー
- イーアスバイキング
- リョーツな1曲
- トーキング・クローズアップ
- イーアス・ナビ

## エピソード
- 番組収録場所は茨城県つくば市にあるiiasつくばで、『トーキングモール』時代はアウトモールの『イーアススタジオ』から[1]、『プラス』にリニューアル後はインモール1Fのイーアスコートの特設ステージから放送した[2]。
- 番組宛てのメッセージ・リクエストのFAX番号は、通常の茨城放送のリクエスト用番号とは異なり、イーアススタジオ直通のFAX番号だった。
- 放送期間中の2009年1月18日の｢全国都道府県対抗男子駅伝中継｣（中国放送制作）と、同年1月27日の｢勝田全国マラソン中継｣、プラスにリニューアル以降の2009年4月19日の｢かすみがうらマラソン中継｣放送時は、当番組の放送時間を同日19:00 - 20:00の録音放送に切り替えた[3]。（番組収録は、通常と同じ時間に収録）
- 『トーキングモール』最終回前週の2009年3月22日には斉藤が番組を欠席、代理で遠藤理（元茨城放送アナウンサー）が司会を務めた。
- 2009年4月26日は本番組の生放送終了直後、同会場で13時から『たかとりじゅんのビタミンJ!』の特番、『ビタJサンデー』が13:00 - 15:00の枠で放送した。
- 『プラス』にリニューアルしてから3ケ月後の2009年6月28日に「一旦終了。更なるパワーアップを目指し、ウォーミングアップ期間に入ります」[4] と宣言して本番組は終了した。なお、本番組が一旦終了する前日の2009年6月27日より、週末サテライトスタジオ生番組をイオンモール土浦に移し、当所から『土浦よしもと生ラジオ』が2010年5月1日分まで放送した。
- 本番組終了から約2ケ月後、同所からたかとりじゅん司会で『iiasつくば The LIVE』を2009年8月から2010年3月まで放送した[5]。